# 忽鲁黑臣
忽鲁黑臣，元朝人物。大蒙古国薛禅汗忽必烈（元朝皇帝元世祖）的可敦（哈屯，汉译皇后）。
《史集》以忽鲁黑臣为蔑兒乞部首领忽都的女儿，忽都是成吉思汗的敌人，1217年，在垂河被蒙古大将速不台所杀。忽必烈娶她在其他夫人之前，她的年龄也长于其他可敦，后来她被废黜，生下儿子忽里带。《元史》《新元史》等中国文献，没有记载她的名字和所属斡儿朵，也没有记载她的儿子忽里带。